# حلزونيات المسام
حلزونيات المسام (الاسم العلمي: Helioporacea) هي رتبة من اللاسعات تتبع طائفة الزهريات الشعاعية.

## التصنيف
- المرجانيات الزرقاء
  - المرجان الأزرق